# PT-305
 (décembre 2021).
Le PT-305, également connu sous le nom d'USS Sudden Jerk, était un torpilleur de patrouille de classe PT-200 qui a servi avec l'Escadron 22 affecté à la Méditerranée, basé à Bastia, en Corse, et à Saint-Tropez, en France, où il participé aux invasions alliées.
Après la Seconde Guerre mondiale, le bateau a fonctionné comme bateau d'excursion à New York et comme bateau à huîtres dans la baie de Chesapeake. Il a été récupéré et a été restauré dans son état de 1944 et est exposé et disponible pour des démonstrations au Musée national de la Seconde Guerre mondiale à La Nouvelle-Orléans.